# Winnipeg
Winnipeg [ˈwɪnɪpɛg] ist die Hauptstadt der kanadischen Provinz Manitoba und zugleich deren mit Abstand größte Stadt. Sie zählte im Jahr 2016 über 705.244 Einwohner, die Metropolregion rund 778.489. Damit ist Winnipeg die siebtgrößte Stadt in Kanada. Der Name leitet sich vom 55 Kilometer nördlich gelegenen Winnipegsee her; „win“ bedeutet in der lokalen Cree-Sprache schlammig und „nipee“ Wasser.
Bekannt als Gateway to the West (Tor zum Westen), ist Winnipeg ein Eisenbahn- und Verkehrsknotenpunkt mit einer diversifizierten Wirtschaft. Die Stadt ist multikulturell und Heimat mehrerer Sportvereine, wie z. B. die Winnipeg Jets, die Winnipeg Blue Bombers und die Winnipeg Sea Bears. Winnipeg war 1967 erster kanadischer Gastgeber der Panamerikanischen Spiele. Die Stadt ist bekannt für zahlreiche jährliche Festivals, darunter das Winnipeg Folk Festival.

## Geographie
Winnipeg liegt in der Nähe des geographischen Zentrums Nordamerikas am Zusammenfluss von Red River und Assiniboine River, einem Überschwemmungsgebiet, das durch den Red River Floodway, eine bei Hochwasser aktivierte Umleitung, vor Überflutungen geschützt wird.

### Stadtbild und Gliederung

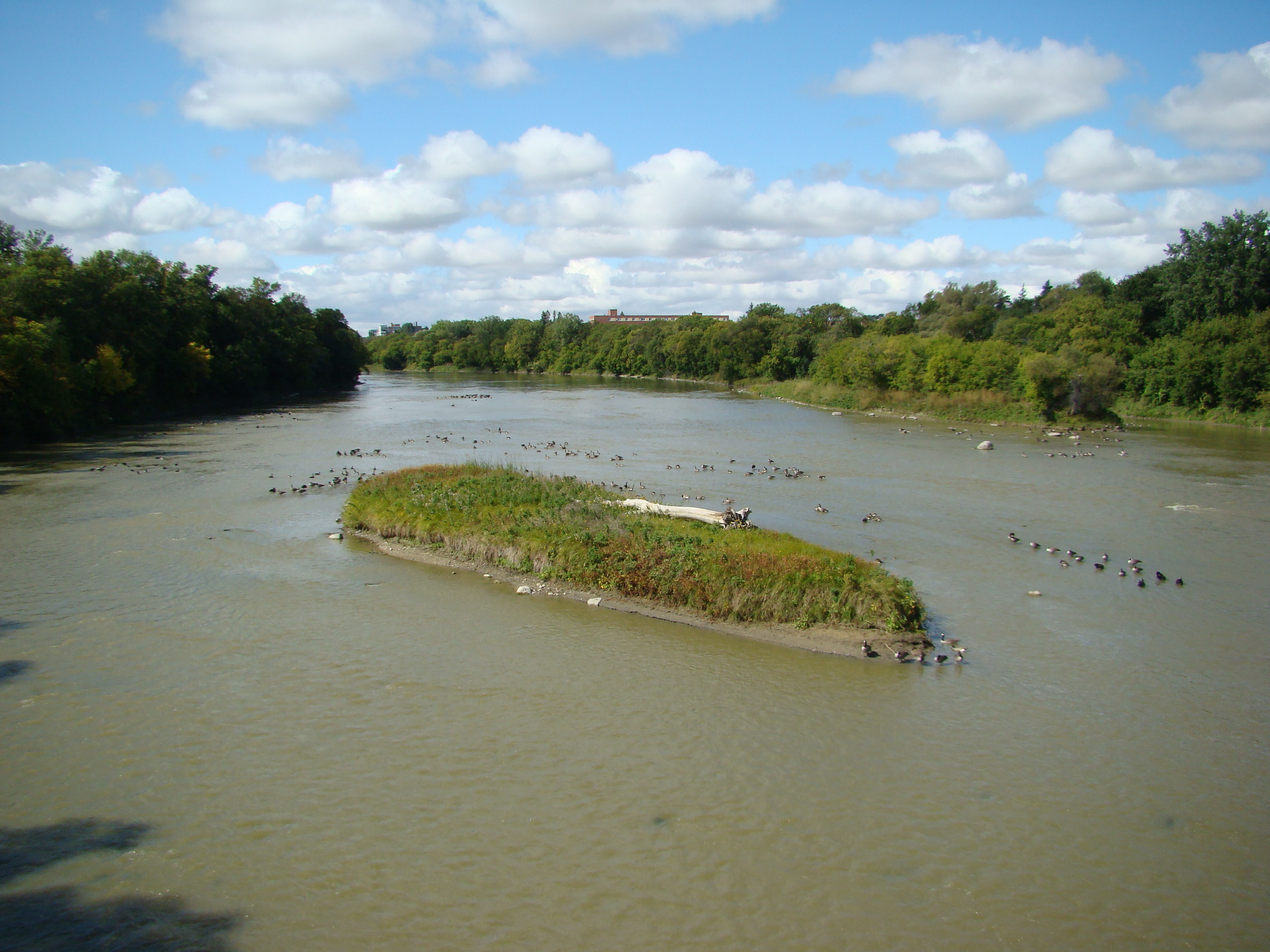
Der Assiniboine River im gleichnamigen Park

Winnipeg liegt im Tal des Red River, das kaum Hügel aufweist. Das Gleiche gilt für das Stadtgebiet. Es weist vier Flussläufe auf, den Red River, den Assiniboine, den La Salle und den Seine River.
230 Neighbourhoods gliedern die Provinzhauptstadt.
Kernbereich und Ausgangspunkt des städtischen Wachstums ist bzw. war Downtown Winnipeg im Bereich von Portage Avenue und Main Street. Von hier aus weisen die Ausfallstraßen strahlenförmig in alle Richtungen. Die Fläche der Innenstadt beträgt ungefähr 2,5 Quadratkilometer. Das städtische Wachstum folgte weitgehend den beiden Hauptflüssen.
Das urbanisierte Gebiet umfasst ein Gebiet von 25 × 20 Kilometern, weist jedoch erhebliche unbebaute Flächen auf. Die beiden bedeutendsten Parks sind der Assiniboine Park und der Kildonan Park.
Die hauptsächlichen Zentren der Vergnügungs- und Kulturindustrie liegen im Exchange District, in The Forks, Osborne Village, Little Italy, in der Sargent und der Ellice Avenue (West End) und Old St. Boniface, dem französischen Quartier. Als The Forks wird die Stelle bezeichnet an dem der Assiniboine River in den Red River einmündet und wurde am 18. Mai 1974 zur National Historic Site of Canada erklärt. Der Zusammenfluss und die umgebende Kulturlandschaft zeugen dabei von sechstausend Jahren menschlicher Aktivität als Treffpunkt, Handelsplatz und Siedlung.

### Klima
Die Stadt ist durch Kontinentalklima geprägt, hat heiße Sommer und ist im Winter eine der kältesten Städte der Welt. Während fünf Monaten des Jahres liegen die Durchschnittstemperaturen unterhalb des Gefrierpunktes. (Klimatabelle am Ende des Artikels)

## Geschichte

### Frühgeschichte

#### Paläo-Indianer
Manitoba wurde zwar nach dem Ende der letzten Eiszeit von indianischen Gruppen besiedelt, doch die Schmelzwässer des riesigen Eisblocks, der den überwiegenden Teil der Provinz bedeckte, bildeten zwischen 10.000 und 6.000 v. Chr. den sogenannten Agassizsee, der auch das Gebiet des heutigen Winnipeg bedeckte.
Die Westliche Plano-Kultur um 8000 bis 4500 v. Chr. bediente sich bei der Jagd bereits der Buffalo Jumps, bei denen Bisonherden über Klippen getrieben wurden, um sie leicht erlegen zu können. Wichtige Fundstellen dieser Kultur liegen westlich von Winnipeg im Tal des Swan River. In der jüngeren Phase dieser Kultur, dem Sister Hills Complex, folgten Menschen dem sich zurückziehenden Südufer des Agassiz-Sees nordwärts. Der Nomadismus wurde durch einen Turnus saisonaler Wanderungen abgelöst, die von Jagd- und Vegetationszyklen abhingen.
Zwischen 6000 und 4000 v. Chr. dehnten sich die Wälder während einer Warmphase nordwärts aus, bis zu 300 Kilometer jenseits der heutigen Waldgrenze. Die als Nördliche Plano-Kultur bezeichnete Gruppe kam wohl um 8500 v. Chr. aus Saskatchewan und dehnte ihre Wanderungen ostwärts aus. Das Östliche Plano reichte vom Agassiz-See bis zum Oberen See. Sein Hauptfundort liegt am Caribou Lake nordöstlich von Winnipeg. Es war eine Kultur, die stärker an Wälder angepasst war. Steinringe, die ehedem der Befestigung von Zelten dienten, gehören zu den ältesten Relikten.

#### Archaische Phase bis etwa Christi Geburt
Innerhalb der Archaischen Phase werden eine jüngere und eine ältere Phase unterschieden, mit einem Übergang um 3500 v. Chr. Es entstanden neue Jagdtechniken, wie die Speerschleuder (Atlatl), gleichzeitig verdrängte das heutige Bison bison das Bison antiquus mit seinen längeren Hörnern. Erstmals lassen sich Grabbeigaben nachweisen. Funde der Logan Creek und Mummy Cave Complexes weisen auf Einwanderung von Westen und Süden her.
Der Oxbow Complex dominierte im Südwesten, doch fanden sich auch Artefakte am Winnipegsee. Die Gruppen bestanden wohl aus 40 bis 60 Individuen. Eine der wichtigsten Stätten dieses Komplexes ist Kuypers Site am Ufer des Assiniboine River. Auch Ausläufer des McKean Complex aus Wyoming, die auf heiß-trockenem Klima basierte, fanden sich an der Kuypers Site. Anscheinend war pflanzliche Nahrung bei ihnen von geringerer Bedeutung, dafür wurden auch Reptilien gejagt.
Der Pelican Lake Complex weist deutliche Unterschiede auf und deutet auf die Zuwanderung neuer ethnischer Gruppen hin. So wurden die Toten in Vertiefungen beigesetzt, Knife River Flint wurde bevorzugt und durch Fernhandel erworbene Grabbeigaben.

#### Woodland von 200 v.Chr. bis 1750
Unter den Funden am Wanipigow Lake gut 200 Kilometer nordöstlich von Winnipeg fanden sich Tonscherben, die zu den ältesten in der Provinz gehören. Diese als Laurel bezeichnete Schicht datiert etwa auf ein Alter von 2000 Jahren; sie basierte weniger auf Graslandschaften als auf Wäldern und Fischerei. In dieser Zeit wurde hier erstmals wilder Reis gepflanzt.
Während der Woodland-Periode entstanden Tonwaren, Mounds wurden errichtet, Pfeil und Bogen verdrängten den Atlatl und Mais, Kürbis und Bohnen veränderten die Lebensweise so stark, dass von zunehmender Sesshaftigkeit ausgegangen wird. Dabei behielt die Jagd in den Randbereichen der Kultur ihre Bedeutung bei, während sie in den Kernbereichen fast verschwand. Auch hier wird eine frühe von einer späten Phase unterschieden, deren zeitliche Grenze man um 800 sieht. Die Kultur des Mississippi, vor allem Cahokia, und aus Ohio wirkten bis weit nach Manitoba hinein. Die Arden Camp Site stellt den nördlichsten Mound der Provinz dar. Er liegt westlich von Winnipeg. Am Stott Mound bei Brandon fand man Feuersteine vom Knife River in Dakota. Die Stelle wurde seit spätestens 800 n. Chr. genutzt.
Die Spätere Plain-Woodlands-Phase ist durch Gartenbau gekennzeichnet, sowie durch Wildreis. Die Lockport Site am Ostufer des Red River zeigt den Anbau von Mais, dazu Vorratshaltung. Tontöpfe weisen auf Kontakte bis nach Dakota und Minnesota hin (Psinomani-Kultur). Erst um 1500 wurde die Stelle aufgegeben, da es zu kalt wurde. Möglicherweise brachte zwischen 800 und 1400 die Westwanderung der Ojibway einen eigenen Stil bei der Tonverarbeitung mit, der als Blackduck Phase bekannt ist.

### Erste Europäer, Pelzhandelsgesellschaften

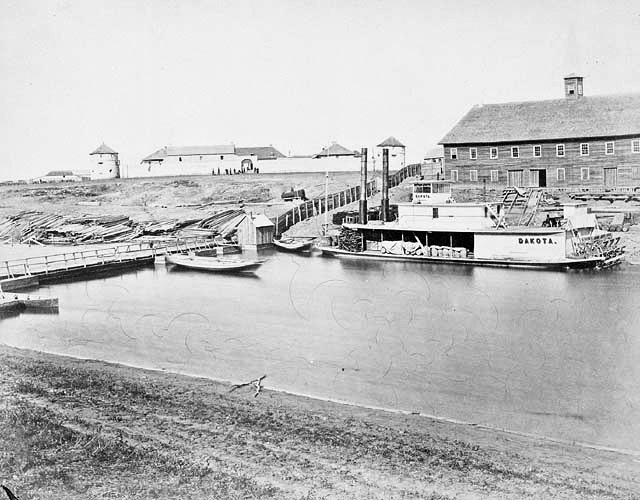
Upper Fort Garry, Anfang der 1870er Jahre

Im Gegensatz zu den Cree, die sich als Pelztierjäger den europäischen Handelskompanien anboten, veränderten die späten Taltheilei-Leute und ihre Nachkommen, die Dene, ihre Lebensweise kaum. Die beiden Gruppen lebten aber nicht nur sehr unterschiedlich, sondern sie bekriegten sich auch häufig.
1738 wurde in der Gegend des heutigen Winnipeg ein erster Handelsposten, Fort Rouge, gegründet, später jedoch wieder aufgegeben.
Im Kampf der Hudson’s Bay Company (HBC) und der North West Company um die Vorherrschaft im Fellhandel entstanden erneut Handelsposten in der Region. Fort Garry wurde 1809 von der North West Company unter dem Namen Fort Gibraltar am Zusammenfluss des Assiniboine und des Red River, der als The Forks bekannt war, gegründet. 1816 wurde es im Pemmikan-Krieg, der sich von 1815 bis 1820 hinzog, zerstört. Als mit der Fusion der beiden rivalisierenden Unternehmen 1821 die Auseinandersetzungen endeten, wurde Fort Garry in der heutigen Innenstadt von Winnipeg, Zentrum des Pelzhandels in den umgebenden Gebieten der Red-River-Kolonie.

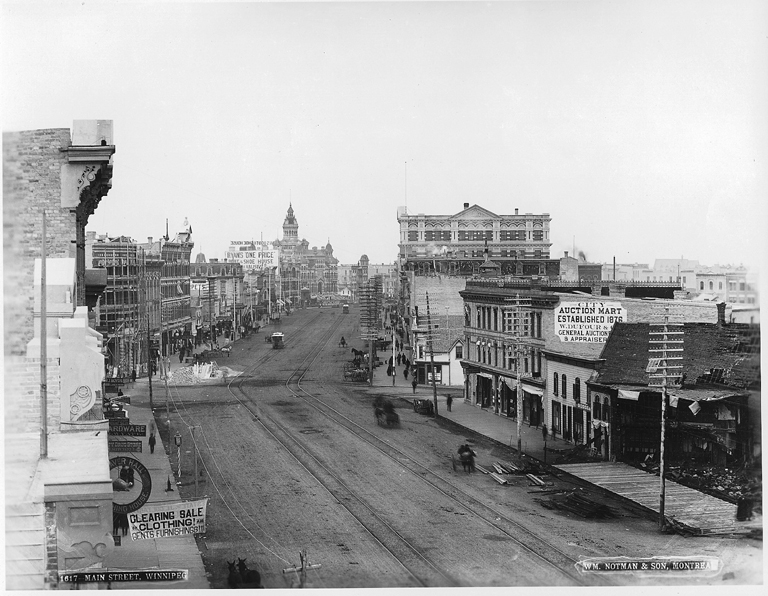
Die Main Street im Jahr 1887

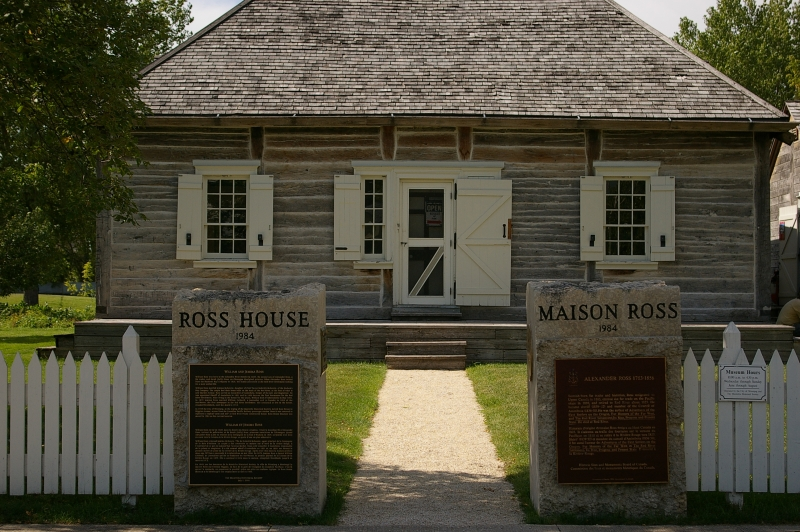
Ross House, das älteste Gebäude der Stadt und das einzig erhaltene aus der Zeit der Red-River-Kolonie. Es stand an der Market Avenue, wurde aber 1949 von der Historical Society an die Higgins Avenue, dann 1984 in die Meade Street North, in den Point Douglas Heritage Park versetzt

1826 wurde Fort Garry durch eine Überschwemmung zerstört und 1836 unter dem Namen Upper Fort Garry, zur Unterscheidung von Lower Fort Garry an der Mündung des Red River in den Winnipegsee, wiederaufgebaut. Um das Fort siedelten Métis, die Büffel jagten und daraus hergestellten Pemmikan an die Hudson’s Bay Company verkauften. Darüber hinaus betrieben sie in kleinem Stil auf Farmen nach dem Seigneurial System Landwirtschaft an den Flussufern (river lot).
1855 entstand das erste Postgebäude, das heutige Ross House Museum, durch William und Jemima Ross. Der Council of Assiniboia hatte 1851 William Ross, den Sohn von Alexander Ross zum Sheriff und Postmeister gemacht. Er erfüllte letztere Funktion in seinem eigenen Haus, das er für 252 Pfund hatte errichten lassen. In Ermangelung von Briefmarken signierte er insgesamt 2912 Briefe mit „Red River, B.N.A.“ (British North America). Erst an den Zielorten, wie Pembina, wurden die Briefe abgestempelt. Ross verdiente damit 5 Pfund pro Jahr, doch er starb bereits 1856. Seine Witwe heiratete zwei Jahre später William Coldwell, den Mitherausgeber der ersten Zeitung Red Rivers, des Nor Wester. Williams Bruder James übernahm nach seiner Rückkehr den Vorstand der Familie und wurde zum Sprecher der englischsprachigen Bevölkerung der Kolonie, wie Louis Riel Sprecher der französischsprachigen war.

### Übergang von der HBC an Kanada

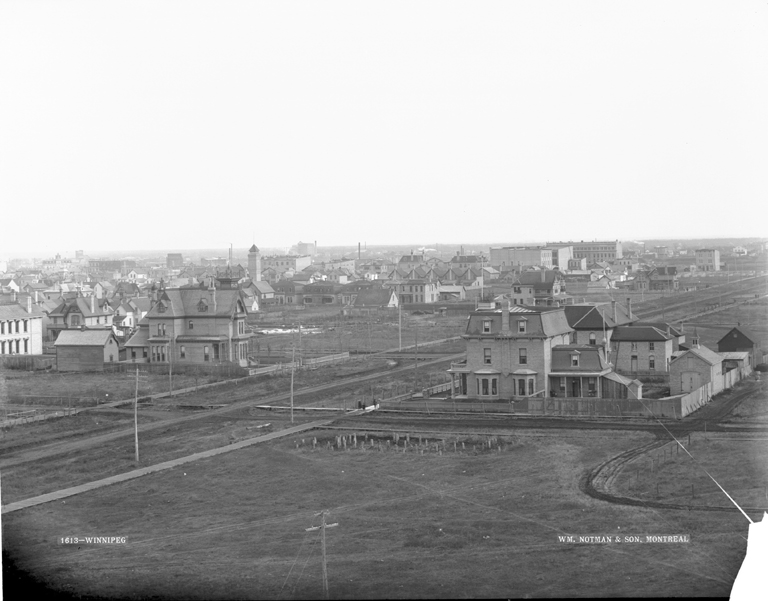
Winnipeg 1887

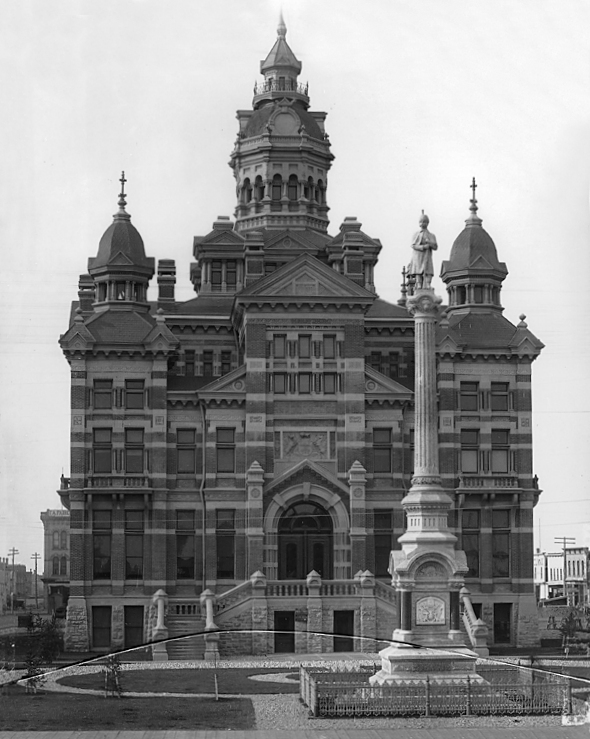
City Hall, 1887

1869 erwarb die Canadian Dominion von der HBC Ruperts Land, zu dem auch die Red River Kolonie gehörte. Als Landvermesser zur Absteckung von Arealen für Neusiedler aus Ontario 1870 an den Red River geschickt wurden, fürchteten die Métis um ihre Landrechte, erhoben sich in der Red-River-Rebellion unter Louis Riel und strebten als Provisorische Regierung die Aufnahme in die Canadian Dominion an. Hauptort wurde Upper Fort Garry, wie es zuvor Sitz des Rates von Assiniboia gewesen war. Verhandlungen der Provisorischen Regierung mit der Zentralregierung in Ottawa führten zu einer grundlegenden Vereinbarung, dem Manitoba Act, mit dem die Ansprüche der Métis weitgehend anerkannt wurden. Allerdings wurde ihrem Führer Riel eine Amnestie für die von ihm angeführte Rebellion verweigert.

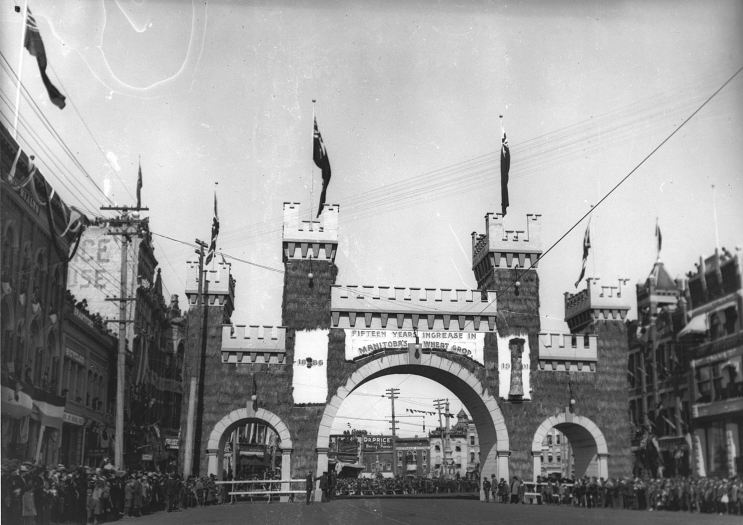
Der zum Empfang des Herzogspaars von Cornwall und York, des späteren Königs George V. und Königin Marys, 1901 aufgerichtete Königliche Bogen

Am 8. November 1873 wurde die Stadt Winnipeg auf Grundlage des Manitoba Act in der Umgebung von Upper Fort Garry gegründet, doch folgten die meisten Métis den schwindenden Büffelherden nach Westen, weshalb bis in die 1880er Jahre nur wenige der ursprünglichen Bewohner in der neuen Stadt zurückblieben. Das zunächst sehr kleine, als „Briefmarken-Provinz“ verspottete Manitoba wurde bis 1912 auf seine heutige Ausdehnung erweitert.
John Norquay, Premierminister von 1878 bis 1887, war ein Angehöriger der englischsprachigen Métis aus der Red-River-Kolonie. Er versuchte Sprach-, Herkunfts- und konfessionelle Auseinandersetzungen zu schlichten. Währenddessen versechsfachte sich die Bevölkerung der Provinz von 1871 bis 1891 von 25.228 auf 152.506. Die Zuwanderer waren meist Briten und sie gerieten in Konflikt mit den katholischen und französischsprachigen Métis.
Um Ackerland für sie zu gewinnen, zwang man die Indianer mit den Numbered Treaties, ihr Land abzugeben und in Reservate zu ziehen. Der erste dieser insgesamt elf Verträge betraf die Region Winnipeg und wurde am 3. August 1871 geschlossen. Betroffen waren die Chippewa and Swampy Cree Tribes of Indians, also die Stämme der Brokenhead Ojibway Nation mit heute 1707 staatlich anerkannten Angehörigen, der Fort Alexander (6951) (heute Sagkeeng First Nation), der Long Plain (über 3500), Peguis (8701), Roseau River Anishinabe (2255), der Sandy Bay (5636) und der Swan Lake (1218), insgesamt über 30.000 Angehörige der heutigen First Nations.

### Eisenbahnverbindungen

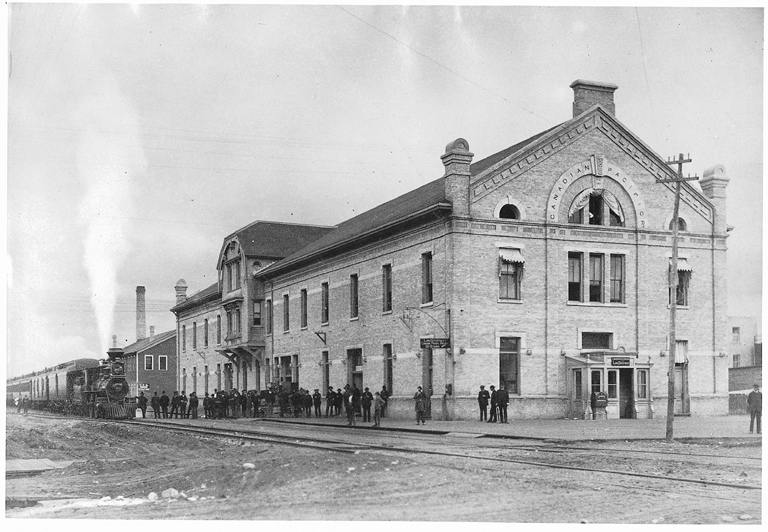
Bahnhof der Canadian Pacific Railway, 1884

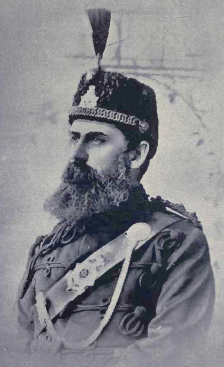
Der zweite Bürgermeister von Winnipeg, William Nassau Kennedy, 1875/76

Erster Bürgermeister (Mayor) wurde im Januar 1874 Francis Evans Cornish, ihm folgte William Nassau Kennedy. Alexander Logan, mehrfach Mayor in den Jahren 1882–84, setzte sich dafür ein, dass die Eisenbahnverbindung durch Winnipeg führte. Dazu bot er Steuerbefreiungen und Landschenkungen an.
Gegen die zunehmende wirtschaftliche Anbindung an die USA entstand die Canadian Pacific Railway. Zugunsten dieser Bahnverbindung behinderte Norquay zunächst jeglichen privaten Eisenbahnbau. Hingegen vertrat die Manitoba Liberal Party die Interessen von Siedlern und Unternehmern, die am Export Richtung Süden interessiert waren. Als Norquay 1887 den Ausbau der Red River Valley Railroad von Winnipeg Richtung US-Grenze förderte, stellte sich der kanadische Premierminister gegen Norquay. Die Weizenausfuhr wurde durch die Eisenbahnverbindung nach St. Paul in Minnesota erleichtert. Mit der Fertigstellung der CPR, also der innerkanadischen West-Ost-Verbindung, im Jahr 1886 wurde Winnipeg zu einem wichtigen Verladezentrum an der ersten transkontinentalen Eisenbahn. Es wurde zur viertgrößten Stadt Kanadas, in der die anglikanisch-britische Mehrheit dominierte und versuchte, das französische Erbe auszulöschen. 1910/11 begann der Bau einer Eisenbahnverbindung von Winnipeg nach Churchill durch die Hudson Bay Railway.

### Industrialisierung

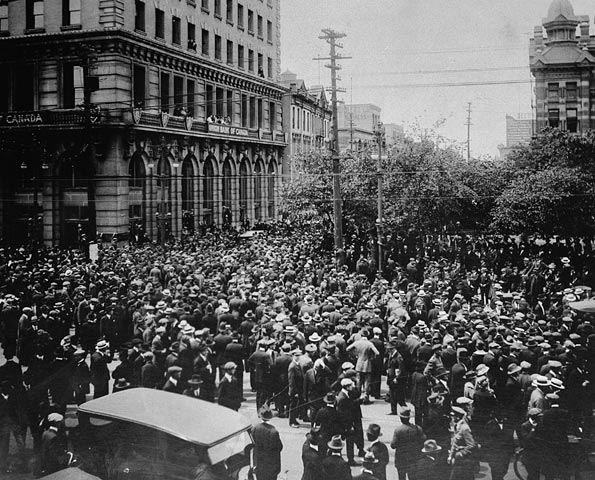
Generalstreik in Winnipeg, Demonstranten vor dem Gebäude der Union Bank of Canada, Main Street Ecke William Avenue

Der Anteil der ländlichen Bevölkerung verminderte sich bald zugunsten der Industriearbeiterschaft. Doch ihre Löhne fielen gegenüber denen anderer Beschäftigter zurück und so begann am 15. Mai 1919 der Winnipeg-Generalstreik, der bis zum 25. Juni dauerte. Beim gewaltsamen Eingreifen der Bundespolizei am 21. Juni, dem „Bloody Saturday“, wurden dreißig Menschen verletzt, einer getötet. Mayor Charles Frederick Gray tauschte einen Teil der Polizei aus, um den Streik zu unterdrücken. Schon Bürgermeister Thomas Sharpe, der gewaltsam gegen Streikende der Winnipeg Electric Railway Company vorgegangen war, hatte sich 1906 den Beinamen „Gatling Gun Sharpe“ eingehandelt, nach der Gatling Gun. Auch spätere Bürgermeister, wie Ralph Humphreys Webb, der das Amt 1925–28 und 1930–34 innehatte, verlangte während des Streiks, man solle „die ganze Bande im Red River versenken“. Bei einem anderen Streik 1931 verlangte er die Deportation der Agitatoren.
Die Zuwanderung in die Stadt wurde durch die Weltwirtschaftskrise und mehrere Dürrejahre weiter verstärkt. Seit 1940 ist Winnipeg der Sitz des Ukrainian Canadian Committee, dem heutigen Ukrainian Canadian Congress. Die Zuwanderung wurde durch den Zweiten Weltkrieg mit seiner sprunghaft ansteigenden Nachfrage nach Rohstoffen, Agrarprodukten und vor allem industriellen Gütern noch verstärkt, vor allem im Raum Winnipeg. Am 19. Februar 1942 wurde der If Day, die Simulation eines deutschen Überfalls auf die Stadt, veranstaltet.
Um Winnipeg vor den Überflutungen des Red River zu schützen, die 1950 besonders heftig waren, ließ Premierminister Dufferin Roblin den Red River Floodway bauen, der noch heute als Duff’s Ditch bezeichnet wird. Er sollte die Hauptstadt vor Überschwemmungen schützen. Der Bürgermeister Garnet Coulter (1943–54) gründete einen Fonds zum Ausgleich der Schäden, den Manitoba Flood Relief Fund.

### Unity Act, Zweisprachigkeit, eigenständige Energiepolitik
1969 gewann die NDP unter Edward Schreyer die Wahl. Er setzte Winnipegs heutige Konstitution 1971 durch, den Unity Act. Die heutigen Stadtteile St. James-Assiniboia, St. Boniface, Transcona, St. Vital, West Kildonan, Ost Kildonan, Tuxedo, Alt Kildonan, Nord Kildonan, Fort Garry und Charleswood wurden mit der ursprünglichen Gemeinde Winnipeg zusammengefasst. Um eine Zersiedlung zu vermeiden, beschränkte die Stadtverwaltung das Bauen auf ein klar abgegrenztes Gebiet.
1979 setzte der Oberste Gerichtshof den Manitoba Act von 1870 wieder in Kraft, womit die offizielle Zweisprachigkeit der Provinz nach fast neunzig Jahren wiederhergestellt wurde.
Seit 1882 ist durch Beschluss des Justizkomitees des Privy Council die Provinz in den Bereichen Bodenschätze, Eigentum, Bürgerrechte, Bildung, Wohlfahrt und Gesundheit beinahe souverän. Manitoba hat eine lokale Wirtschaftselite in Winnipeg, die eine eigene Politik verfolgt. 2004 entstand bei St. Leon 150 Kilometer südwestlich von Winnipeg, auf einem Hügel, dem Pembina Escarpment, der erste Windpark Manitobas auf einer Fläche von 9000 Hektar; er liefert 99 Megawatt aus 63 Windkraftanlagen und versorgt damit bis zu 35.000 Haushalte mit Strom. Im September 2007 verhinderte Premierminister Gary Doer die Abholzung wertvollen Waldes für eine Stromleitung, die stattdessen westlich des Winnipegsees entstand.
Mit Susan Thompson wurde 1992 erstmals eine Frau Bürgermeister, sie regierte bis 1998. Winnipeg wählte mit Sam Katz 2004 seinen ersten jüdischen Bürgermeister. Er wurde am 25. Oktober 2006 mit mehr als 60 Prozent der Stimmen wiedergewählt. 2008 übernahm er die Position eines Secretary of Urban Aboriginal Affairs. Zusammen mit David Chartrand, dem Präsidenten der Manitoba Métis Federation (MMF) initiierte er ein Programm, das über mehr Beteiligung und bessere Berufsausbildung das Zugehörigkeitsbewusstsein der Métis und der Angehörigen der First Nations und Inuit steigern soll, die über 10 Prozent der Bevölkerung ausmachen (‘It’s My Community Too’).

## Bevölkerung
Winnipeg hatte 2021 749.607 Einwohner, etwa 55 Prozent der Gesamtbevölkerung Manitobas. Zwischen 2011 und 2021 nahm die Bevölkerung von Winnipeg um 85.990 Einwohner zu. Winnipegs jährliche Wachstumsrate liegt seit 1971 bei 0,5 Prozent. Der Großteil des Wachstums wird durch Wanderungsbewegungen von nahegelegenen dünn besiedelten Gegenden, Indianerreservaten und durch das Ausdehnen der Stadtgrenze auf benachbarte Städte generiert.

### Minderheiten
Einst Kanadas viertgrößte Stadt, hinkte das Bevölkerungswachstum von Winnipeg seit den 1970ern hinterher, was zur Folge hatte, dass die Stadt 2004 nur noch an zehnter Stelle stand. In Winnipeg leben 12,7 Prozent Südostasiaten, 12,4 Prozent Ureinwohner, 8,5 Prozent Südasiaten, 5,5 Prozent Afrikaner, 4 Prozent Ostasiaten, je 1 Prozent Mittelöstlicher und Lateinamerikaner sowie 2 Prozent sonstige Minderheiten.

### Religionen und Konfessionen
Nach der Volkszählung von 2001 waren von den 610.445 Einwohnern rund 445.000 Christen. Davon waren 214.235 Protestanten, 199.025 Katholiken, 10.280 Orthodoxe und weitere 21.725 gehörten anderen Konfessionen an. Winnipeg beherbergt die weltweit größte Ansiedlung von Mennoniten bzw. Russlandmennoniten.
Hinzu kamen 12.555 Juden, die größte jüdische Diaspora Kanadas, 5335 Buddhisten und 5285 Sikh, 4690 Muslime, 3605 Hindus. 130.740 waren konfessionslos. Von den nichtchristlichen Bevölkerungsteilen lebten jeweils weit über 90 Prozent der gesamten Provinzbevölkerung in der Hauptstadt.
Winnipeg ist Sitz des Erzbistums Winnipeg.

## Wirtschaft und Infrastruktur

### Wirtschaft

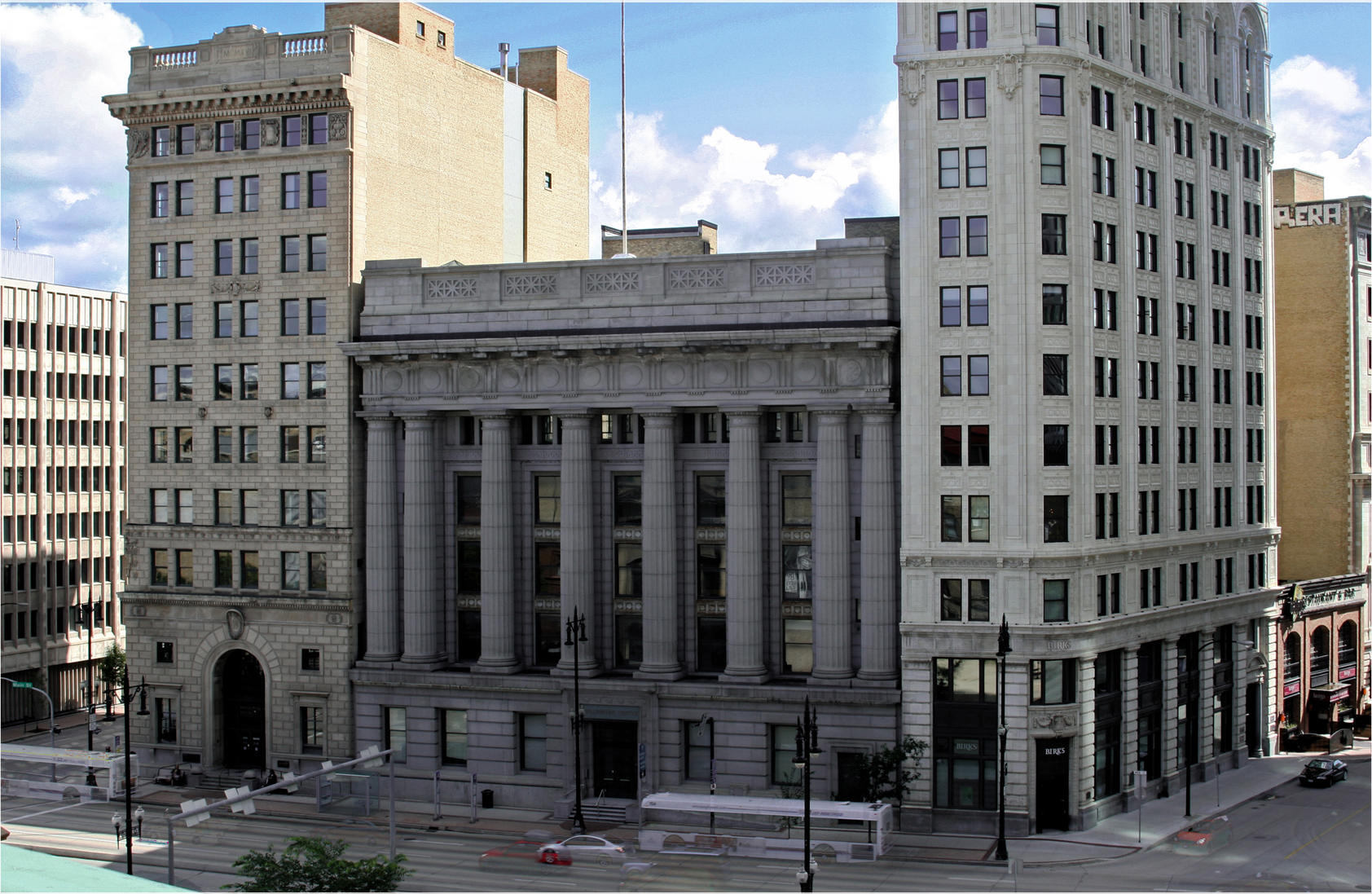
Banken in Downtown Winnipeg

Winnipeg ist ein wichtiger Wirtschaftsstandort in der Provinz auch für die unmittelbar benachbarten Gemeinden und Vororte. In Winnipeg haben sich viele Unternehmen verschiedener Wirtschaftsbereiche angesiedelt. Die größten Wirtschaftsbereiche der Stadt sind Unternehmen der Finanzdienstleistungsbranche, Produktionsgewerbe, Einzelhandel und das Tourismusgewerbe.
Im Juli 2010 waren etwa 409.500 Menschen in Winnipeg und den angrenzenden Vororten direkt angestellt. Zu den größten Arbeitgebern in der Stadt gehören: mehrere städtische Einrichtungen und die University of Manitoba, Gesundheitseinrichtungen und Krankenhäuser und Manitoba Hydro.
In den städtischen Einrichtungen sind 54.000 Menschen beschäftigt. Zu den größeren privaten Unternehmen gehören u. a.: Shaw Cablesystems, Manitoba Telecom Services, Ipsos, Palliser Furniture, Canada Life, Motor Coach Industries, New Flyer Industries, Boeing Canada, Bristol Aerospace, Nygård International und Royal Canadian Mint.
Die Stadt ist nicht nur das dominierende Oberzentrum von Manitoba, sondern auch für die Bewohner des angrenzenden North Dakota und des nördlichen Minnesota in den USA, die nächstliegende Metropole, die gerne für einen Tagesausflug (z. B. zum Einkaufen) mit dem Pkw angesteuert wird.

### Bildung
Es gibt sieben sogenannte school divisions in Winnipeg. Diese sind die Winnipeg, die St. James-Assiniboia, die Pembina Trails und die Seven Oaks School Division, dann die Division Scolaire Franco-Manitobaine, die River East Transcona und die Louis Riel School Division. Hinzu kommen private Schulen, die nicht den school divisions zugeordnet sind.
Die University of Manitoba, UM, ist die größte Universität der Provinz und die einzige Forschungsuniversität. Sie gehört seit 2011 zur kanadischen Vereinigung der Forschungsuniversitäten, der U15 Group of Canadian Research Universities. Sie wurde 1877 gegründet. 2009 hatte sie rund 26.000 Studenten und beschäftigte 8000 Mitarbeiter. Die Université de Saint-Boniface ist organisatorisch ein Teil der UM, sie nimmt vor allem französischsprachige Studenten auf.
Die University of Winnipeg wurde noch einige Jahre früher gegründet. 1871 entstand das Manitoba College, 1888 das Wesley College. Sie wurden 1938 vereint und das neue Institut hieß nun United College. Bis 2007 war es nur für Undergraduates zuständig, war also nur berechtigt, die Studierenden zu einem ersten universitären Abschluss zu führen. Sie gründete ein eigenes Aboriginal Student Services Centre für die Angehörigen der First Nations und der Métis. Es soll nicht nur den Ureinwohnern an der Universität dienen, sondern auch die Kontakte zu den oftmals abgelegenen Gemeinden stärken.
Die Canadian Mennonite University entstand 1999 und ist eine private Universität der Mennoniten mit rund 1600 Studierenden. Auch hier wurden Colleges zusammengelegt, nämlich das Canadian Mennonite Bible College von 1947, das Concord College, das 1944 als Mennonite Brethren Bible College entstanden war, und das Menno Simons College von 1988, deren Namensgeber Menno Simons (1496–1561) war.
Das Red River College und das Booth College sind unabhängige Colleges. Das Booth College ist eine Einrichtung der Heilsarmee die 1982 entstand.
Darüber hinaus befindet sich in der Stadt eines der wichtigsten Archive Kanadas, das Archiv der Hudson’s Bay Company. Es zog zwischen 1970 und 1974 von London nach Winnipeg um und ist seit 1995 öffentlich zugänglich.

### Medien

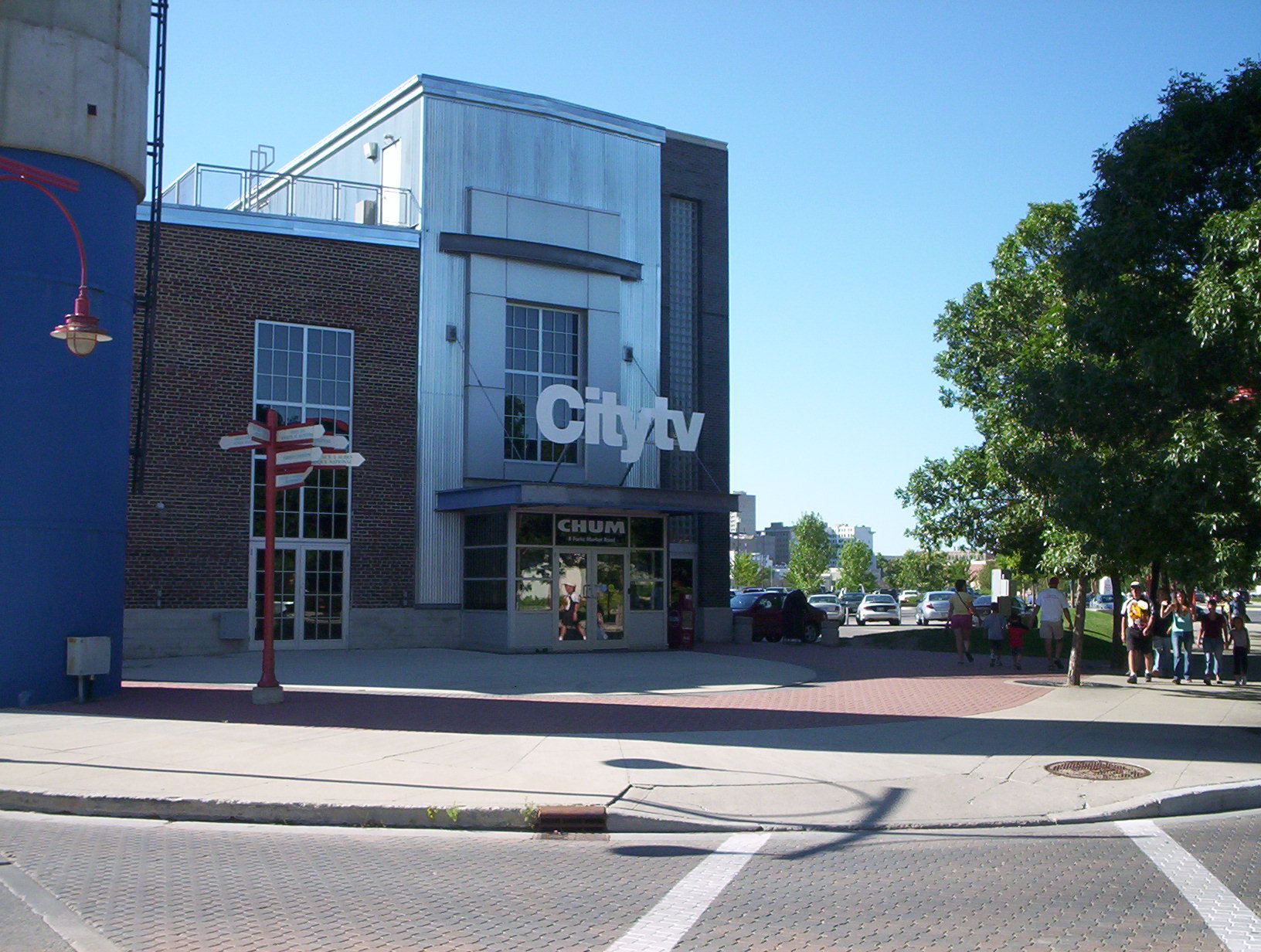
CHMI-Studio

Die erste Zeitung in Winnipeg und damit in der Provinz wurde 1872 unter dem Namen Manitoba Free Press gegründet. Unter dem heutigen Namen Winnipeg Free Press ist sie das einzige Blatt der Gründungsphase zwischen 1859 und 1890, das noch heute existiert. Die erste Ausgabe brachten William Fisher Luxton and John A. Kenny am 30. November 1872 heraus. Sie entstand in einer Hütte in 555 Main Street. Als Wochenblatt etablierte sich der Prairie Farmer. Nach mehreren Umzügen zog die Zeitung 1913 in die 300 Carlton St., wo sie bis 1991 residierte. Heute ist die 1355 Mountain Avenue der Hauptsitz. Die Winnipeg Tribune bestand ab 1890, wurde jedoch 1980 eingestellt. Im selben Jahr wurde die Winnipeg Sun gegründet. Neben den ganzen Printmedien betreiben die größeren Sendeanstalten wie CTV, CBC, Global TV mehrere lokale Sendestudios in der Stadt. Des Weiteren befinden sich mehrere Hörfunksender wie u. a. Hot 103.1FM in Winnipeg.

### Öffentliche Einrichtungen

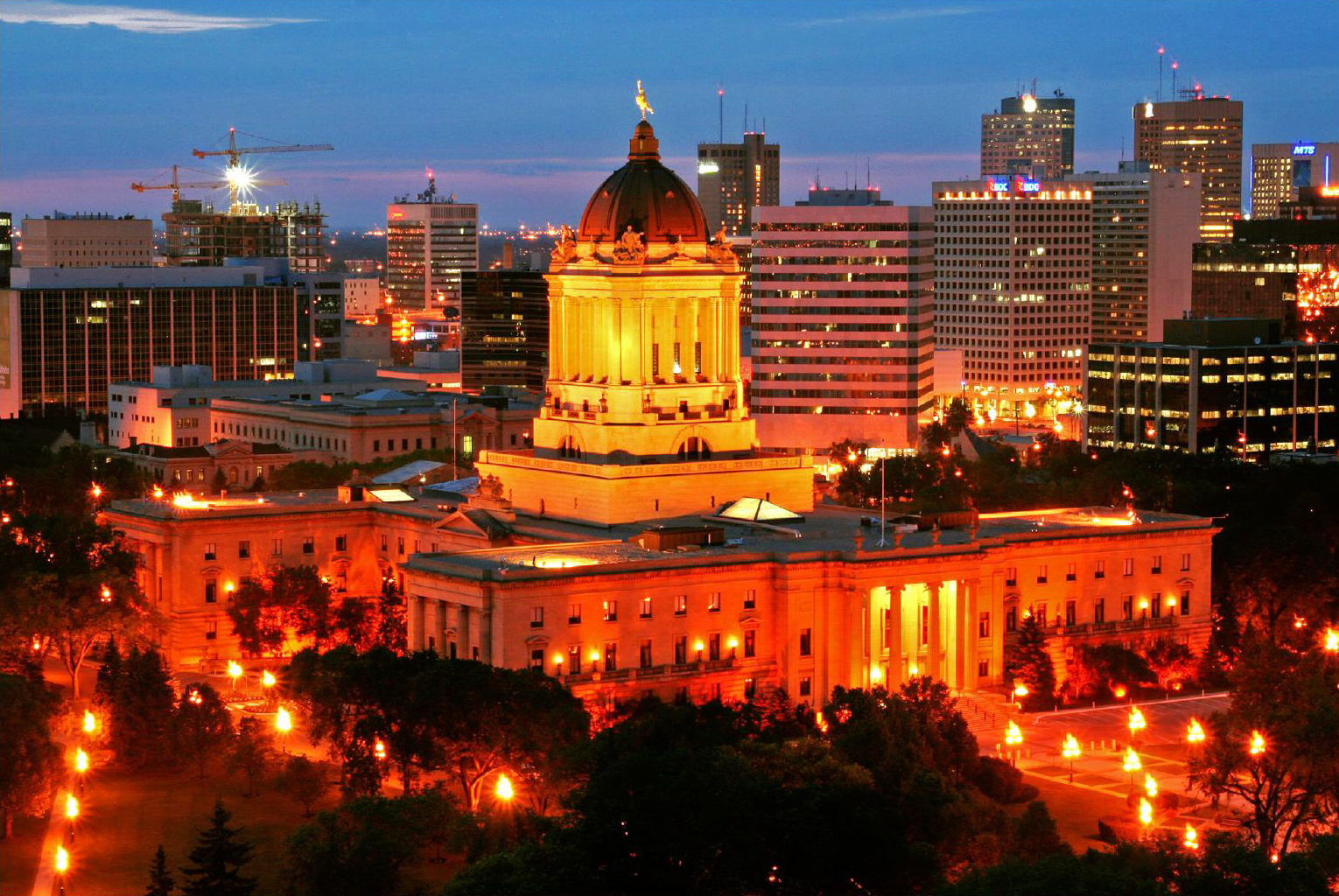
Das Manitoba Legislature Building wurde zwischen 1913 und 1919 errichtet

Für die öffentliche Sicherheit ist die Winnipeg Police Service mit rund 1400 Beamten und 400 Zivilangestellten zuständig. Diese verfügen über fünf Polizeiwachen, die für fünf Bezirke zuständig sind. Des Weiteren hat die Bundespolizei RCMP eine Dienststelle in Winnipeg. Das Winnipeg Fire Paramedic Service ist für Brandbekämpfungen und medizinische Erstversorgung zuständig und unterhält rund 27 Feuerwehrstützpunkte mit medizinischen Fachpersonal, sowie vier weitere Rettungswachen.
Winnipeg verfügt über zehn Krankenhäuser, darunter das Health Sciences Centre, Concordia Hospital, Deer Lodge Centre, Grace Hospital, Misericordia Health Centre, Riverview Health Centre, Saint Boniface General Hospital, Seven Oaks General Hospital, Victoria General Hospital und das The Children's Hospital of Winnipeg. Diese Krankenhäuser sind in der Regel auch für außerhalb von Winnipeg lebende Menschen zuständig, in deren kleineren Städten kein Krankenhaus vorhanden ist. Das National Microbiology Laboratory ist das kanadische Seuchenbekämfpungszentrum, welches zu den nur eine Handvoll von weltweiten Sicherheitszentren angehört, die den höchsten Sicherheitslevel 4 entspricht. Das National Research Council betreibt das Institute for Biodiagnostics laboratory, das sich in der Innenstadt befindet.

## Kultur und Sehenswürdigkeiten

### Innenstadt
In Winnipeg gibt es mehrere Einkaufszentren. Das größte Einkaufszentrum in Winnipeg mit mehr als 200 Einkaufsgeschäften, Restaurants, Cafés und Bars ist das Polo Park. Weitere größere Einkaufszentren sind das Cityplace, das Garden City Shopping Centre und das Grant Park Shopping Centre.

### Parkanlagen
In Winnipeg befinden sich mehrere Parkanlagen mit ausreichenden Grünflächen, die zum Erholen und Entspannen einladen. Der größte Park, der sich mitten in der Innenstadt Winnipegs befindet, ist der Central Park. Der Park befindet sich zwischen der Notre Dame Avenue und der Elice Avenue sowie der Donald Street und Balmoral Street. Im Park befinden sich mehrere historische Denkmäler und Gedenkstätten. Im Sommer werden verschiedene Veranstaltungen auf dem Parkgelände veranstaltet. Im südlichen Stadtteil befindet sich der Kings Park, der sich auf der westlichen Seite des Red River befindet. Es beherbergt einen Japanischen Garten, Fußball- sowie Baseballplätze.
Ein weiterer Erholungspark befindet sich in Winnipeg Beach. Dieser liegt am Lake Winnipeg, in dem auch geschwommen werden kann. Der Park befindet sich rund 55 Kilometer nördlich von Winnipeg.
Zu den Parkanlagen sind auch die drei Provincial Parks in Manitoba die im Stadtgebiet liegen. Die drei Provinzparks Duff Roblin Provincial Park, St. Norbert Provincial Park sowie Trappist Monastery Provincial Park liegen alle im Süden der Stadt, im Stadtteil St. Norbert.

### Theater

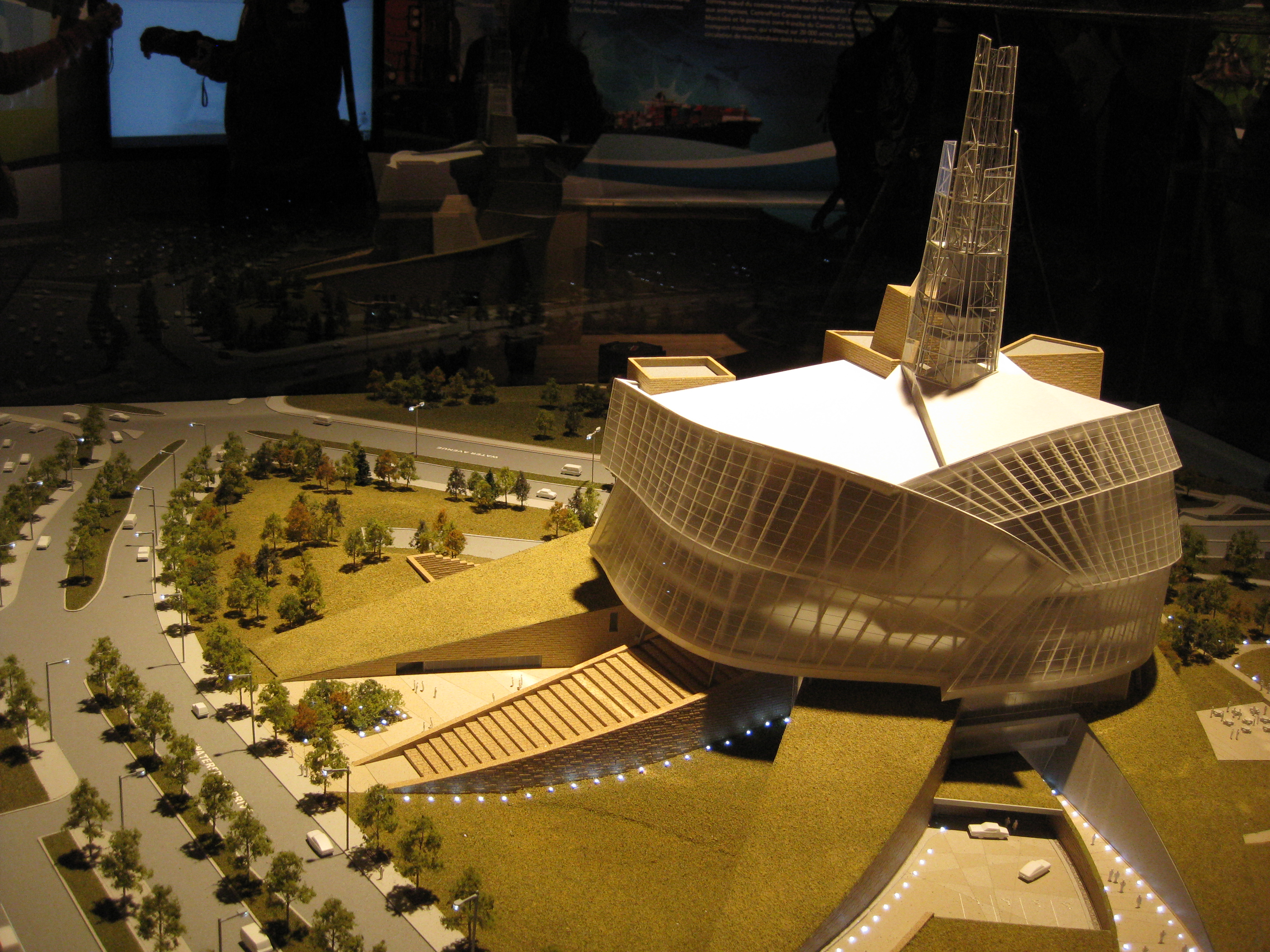
Modell des neuen Canadian Museum for Human Rights

In Winnipeg befinden sich mehrere größere Theater und andere Unterhaltungseinrichtungen. Die Centennial Concert Hall, das Manitoba Theatre Centre (MTC) und das Pantages Playhouse Theatre befinden sich direkt in der Innenstadt. Das MTC ist Kanadas ältestes englischsprachige regionale Theater mit über 250 Veranstaltungen pro Jahr. Das Pantages Playhouse Theatre wurde im Jahre 1913 eröffnet. Das Le Cercle Molière, welches sich in St. Boniface befindet, ist das älteste Theater-Unternehmen in Kanada. Das französischsprachige Theater, das im Jahre 1925 gegründet wurde, bezog im Jahre 2010 ein neues Gebäude. Weitere Theater sind das Burton Cummings Theatre und das Winnipeg Jewish Theatre (WJT), in dem vorwiegend jüdische Aufführungen stattfinden.

### Kunst und Museen
In Winnipeg befinden sich mehrere Museen. Das Manitoba Museum ist das größte Museum in der Stadt und verfügt über mehrere Ausstellungsstücke, die sich auf die Geschichte der Provinz und der Stadt beziehen. Die Winnipeg Art Gallery ist Kanadas älteste öffentliche Gallery, die im Jahr 1912 eröffnet wurde. Ein weiteres Museum ist das Western Canada Aviation Museum, welches sich auf dem James Richardson International Airport befindet. Es verfügt über Ausstellungsstücke von Zivil- und Militärflugzeugen, darunter den Kanadas ersten Helikopter, Avrocar, Flugsimulatoren und eine Black Brant Rakete, die von Bristol Aerospace gebaut wurde. Ein Eisenbahnmuseum befindet sich am Via Rail Bahnhof und verfügt über mehrere Lokomotiven, darunter die Countess of Dufferin, die erste Dampflokomotive in West Kanada. In Winnipeg wurde im September 2014 das vom US-amerikanischen Architekten Antoine Predock entworfene Kanadische Museum für Menschenrechte eröffnet. Es liegt nahe der Innenstadt in einem Bereich, in dem Red River und Assiniboine River zusammenfließen und der als The Forks bezeichnet wird. Baubeginn des Museums war im Frühjahr 2009, die Fertigstellung war ursprünglich ein Jahr früher vorgesehen.

### Sport
Sportteams

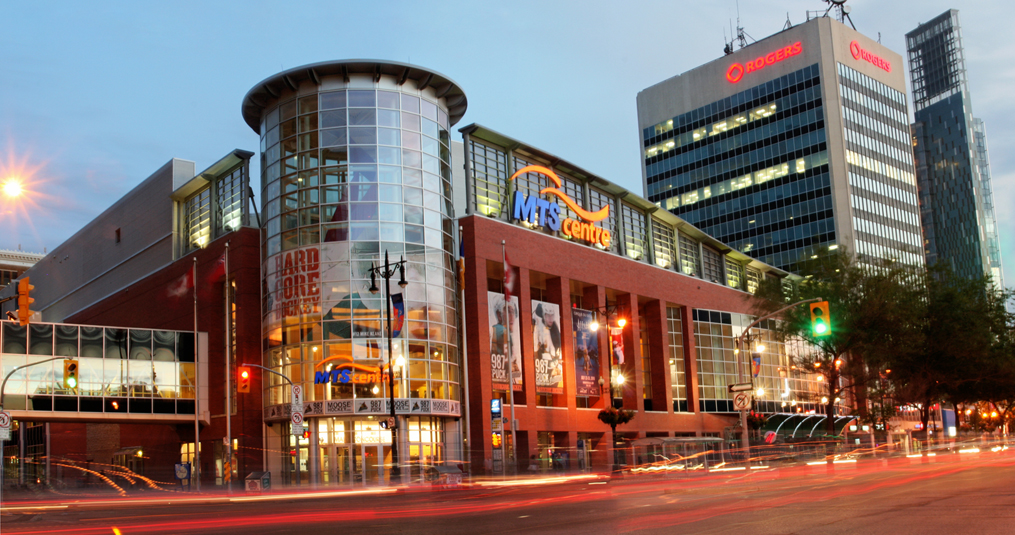
Das MTS Centre, Heimat der Winnipeg Jets

- Die Winnipeg Jets sind ein Eishockeyteam in der NHL. Das Franchise ist seit 2011 in Winnipeg beheimatet und ging aus den Atlanta Thrashers hervor, nachdem sie an eine kanadische Investorengruppe verkauft worden waren.
- Von 1979 bis 1996 hatte die Stadt Winnipeg bereits ein NHL-Eishockeyteam mit dem Namen Winnipeg Jets. Die Jets spielten zuvor sieben Jahre in der 1979 aufgelösten WHA. Außer dem Namen bestehen jedoch keine Gemeinsamkeiten zum aktuellen NHL-Franchise.
- Die Manitoba Moose sind ein Eishockeyteam in der zweitklassigen AHL.
- Die Winnipeg Blue Bombers sind ein Footballteam in der CFL.

## Verkehr

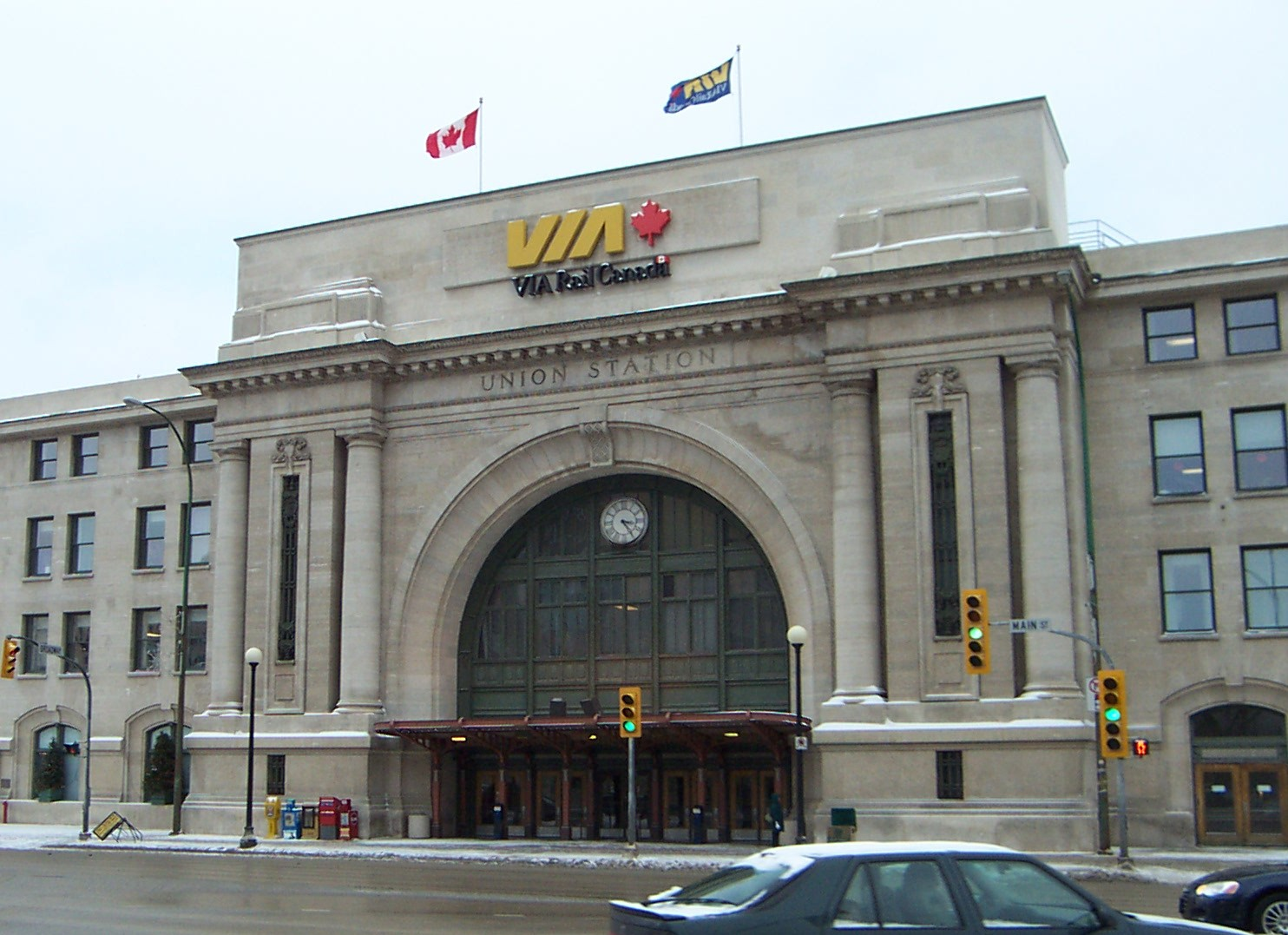
Bahnhof von Winnipeg

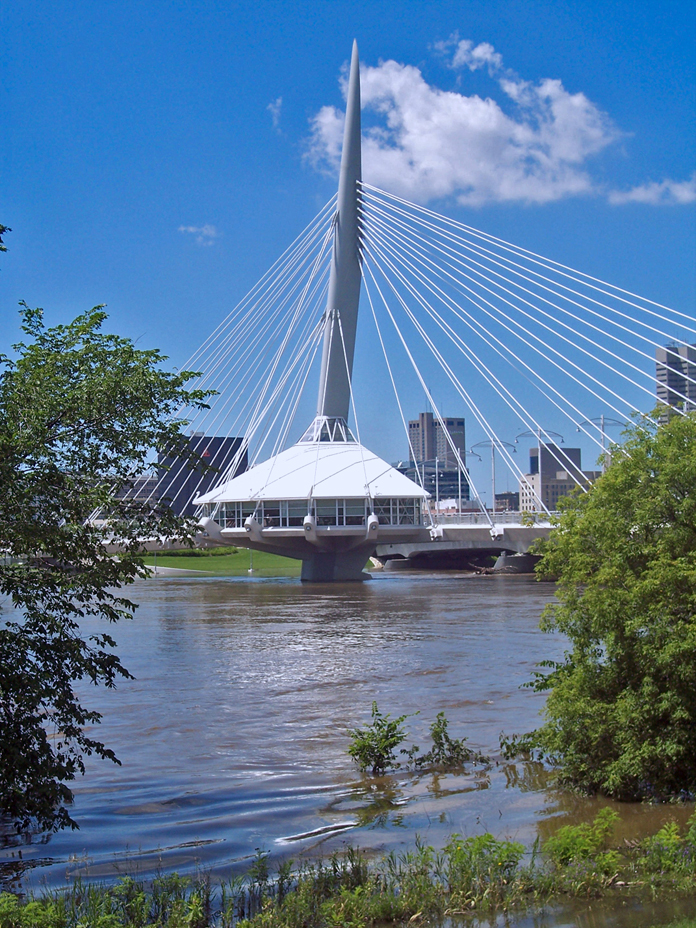
Esplanade-Riel-Brücke

Winnipeg ist betrieblicher Mittelpunkt des von VIA Rail Canada betriebenen transkontinentalen Fernverkehrszuges The Canadian, der die Stadt mit Saskatoon, Edmonton, Jasper, Vancouver und Greater Sudbury–Toronto sowie dem übrigen nordamerikanischen Eisenbahnnetz verbindet. Darüber hinaus ist Winnipeg Ausgangspunkt des Fernverkehrszuges The Hudson Bay, der etwa 1700 Kilometer weit in den Norden Manitobas bis nach Churchill fährt. In und um Winnipeg ist die Eisenbahngesellschaft Cando Rail im Schienengüterverkehr aktiv.
Fernlinienbusse verbinden Winnipeg unter anderem mit Sioux Falls in den USA. Die Stadt liegt am Trans-Canada Highway und beheimatet den Winnipeg International Airport inklusive der CFB Winnipeg. Für den Personennahverkehr ist Winnipeg Transit zuständig, das rund 80 Linien betreibt und auch für die Vororte zuständig ist.
Unter Bürgermeister George Sharpe (1955–56) wurden die Streetcars, eine Art Straßenbahnen, abgeschafft, was Sharpe für einen großen Gewinn für den Fortschritt der Stadt hielt.

## Städtepartnerschaften
Winnipeg unterhält Städtepartnerschaften mit folgenden elf Städten auf:
| Stadt                    | Land                    | seit |
| ------------------------ | ----------------------- | ---- |
| Be’er Scheva             | Israel                  | 1984 |
| Chengdu                  | Volksrepublik China     | 1988 |
| Jinju                    | Südkorea                | 1991 |
| Kuopio                   | Finnland                | 1982 |
| Lwiw                     | Ukraine                 | 1973 |
| Manila                   | Philippinen             | 1979 |
| Minneapolis              | Vereinigte Staaten      | 1973 |
| Reykjavík                | Island                  | 1971 |
| San Nicolás de los Garza | Mexiko                  | 1999 |
| Setagaya                 | Japan                   | 1970 |
| Taichung                 | Republik China (Taiwan) | 1982 |

## Klimatabelle
|                        | Jan   | Feb   | Mär   | Apr  | Mai  | Jun  | Jul  | Aug  | Sep  | Okt  | Nov  | Dez   |   |       |
| Mittl. Temperatur (°C) | −17,8 | −13,6 | −6,1  | 4,0  | 12,0 | 17,0 | 19,5 | 18,5 | 12,3 | 5,3  | −5,3 | −14,4 | ⌀ | 2,7   |
| Mittl. Tagesmax. (°C)  | −12,7 | −8,5  | −1,1  | 10,3 | 19,2 | 23,3 | 25,8 | 25,0 | 18,6 | 10,8 | −0,9 | −9,7  | ⌀ | 8,4   |
| Mittl. Tagesmin. (°C)  | −22,8 | −18,7 | −11,0 | −2,4 | 4,8  | 10,7 | 13,3 | 11,9 | 6,0  | −0,3 | −9,6 | −19,1 | ⌀ | −3    |
|                        |       |       |       |      |      |      |      |      |      |      |      |       |   |       |
| Niederschlag (mm)      | 19,7  | 14,9  | 21,5  | 31,9 | 58,8 | 89,5 | 70,6 | 75,1 | 52,3 | 36,0 | 25,0 | 18,5  | Σ | 513,8 |
|                        |       |       |       |      |      |      |      |      |      |      |      |       |   |       |
| Sonnenstunden (h/d)    | 3,9   | 4,9   | 5,8   | 8,0  | 9,2  | 9,4  | 10,2 | 9,0  | 6,2  | 4,7  | 3,2  | 3,2   | ⌀ | 6,5   |
|                        |       |       |       |      |      |      |      |      |      |      |      |       |   |       |
| Regentage (d)          | 11,8  | 8,3   | 9,0   | 7,3  | 10,6 | 12,8 | 11,4 | 10,4 | 11,1 | 9,4  | 9,9  | 11,6  | Σ | 123,6 |

| −22,8 |

| −18,7 |

| −11,0 |

| −2,4 |

| 4,8 |

| 10,7 |

| 13,3 |

| 11,9 |

| 6,0 |

| −0,3 |

| −9,6 |

| −19,1 |

| −22,8 |

| −18,7 |

| −11,0 |

| −2,4 |

| 4,8 |

| 10,7 |

| 13,3 |

| 11,9 |

| 6,0 |

| −0,3 |

| −9,6 |

| −19,1 |